# Haidenbach
Haidenbach je naselje v Občini Knežova v Okraju Trg na Koroškem v Avstriji.